# Ustecki Festiwal Rzutów Lekkoatletycznych
Ustecki Festiwal Rzutów Lekkoatletycznych – międzynarodowy mityng lekkoatletyczny organizowany rokrocznie od 2005 w Ustce. Zawody gromadzą czołówkę polskich oszczepników i oszczepniczek. W konkursie biorą udział także sportowcy z zagranicy. Oprócz konkursu rzutu oszczepem przeprowadzana jest rywalizacja w nietypowych konkurencjach np. rzucie kamieniem nadmorskim.

## Zwycięzcy konkursu rzutu oszczepem

### Kobiety
| Rok  | Zawodniczka       | Klub         | Rezultat (m) |
| ---- | ----------------- | ------------ | ------------ |
| 2005 |                   |              |              |
| 2006 | Barbara Madejczyk | Jantar Ustka | 60,08        |
| 2007 | Barbara Madejczyk | Jantar Ustka | 55,68        |
| 2008 | Barbara Madejczyk | Jantar Ustka | 59,93        |

### Mężczyźni
| Rok  | Zawodnik   | Klub             | Rezultat (m) |
| ---- | ---------- | ---------------- | ------------ |
| 2005 |            |                  |              |
| 2006 | Manuel Nau |                  | 75,73        |
| 2007 | Manuel Nau |                  |              |
| 2008 | Igor Janik | AZS AWFiS Gdańsk | 84,76 PB     |